# Liriomyza pusio
Liriomyza pusio är en tvåvingeart som först beskrevs av Johann Wilhelm Meigen 1830.  Liriomyza pusio ingår i släktet Liriomyza och familjen minerarflugor. Arten har ej påträffats i Sverige. Inga underarter finns listade i Catalogue of Life.